# Bobby Zamora
Robert Lester „Bobby” Zamora (Barking, Anglia, 1981. január 16. –) angol labdarúgó.

## Pályafutása

### Bristol Rovers
Zamora a West Ham United ifiakadémiáján kezdett futballozni, de nem kapott profi szerződést. Ugyanazon a napon küldték a csapattól, mint Jlloyd Samuelt, Fitz Hallt és Paul Koncheskyt. 1999 augusztusában a Bristol Rovershez került, ahol minden sorozatot egybevéve hat meccsen kapott lehetőséget. Az ott töltött ideje alatt a Bath Cityt és a Brighton & Hove Albiont is megjárta kölcsönben.

### Brighton & Hove Albion
2000 februárjában kölcsönvette a Brighton, ahol három hónap alatt hat mérkőzésen játszott és hat gólt szerzett. Augusztusban véglegesen is leigazolták 100 ezer fontért. Hamar megtalálta a helyét és a csapat egyik leggólerősebb csatára. Teljesítményének köszönhetően bekerült az U21-es angol válogatottba és több nagyobb csapat is szerette volna megszerezni. Összesen 136 alkalommal lépett pályára az Albionban és 83 gólt lőtt. Ezzel ő is hozzájárult ahhoz, hogy csapata két év alatt két osztályt lépett előre.

### Tottenham Hotspur
A Brightonban nyújtott teljesítményével Zamora jó benyomást tett a Tottenham Hotspur menedzserére, Glenn Hoddle-ra, aki 2003 júliusában 1,5 millió fontért le is igazolta. Nem tudta beverekedni magát a kezdőbe a White Hart Lane-en, mindössze 18 meccsen játszott, ebből 11-szer csereként lépett pályára. 2003 októberében, egy West Ham elleni Ligakupa-meccsen szerezte egyetlen gólját a fehér mezeseknél.

### West Ham United
2004 januárjában a West Ham United leigazolta Zamorát, cserében pedig odaadta Jermain Defoe-t a Spursnek. Hamar megkedveltette magát a szurkolókkal, első meccsén ugyanis gólt szerzett, ezzel ő is hozzájárult, hogy csapata hátrányból fordítva legyőzte a Bradford Cityt. Első hazai meccsén szintén betalált, ezzel győzelemhez segítve a WHU-t a Cardiff City ellen. A 2004/05-ös szezonban 13 gólt lőtt. A Preston North End ellen, a másodosztály rájátszásának a döntőjén ő szerezte az egyetlen gólt, ezzel feljuttatta csapatát a Premier League-be.
A következő idényben 42 meccsen játszott és tíz gólt lőtt. A West Ham a tabella első felében végzett és bejutott az FA Kupa döntőjébe is, ahol büntetőkkel kikapott a Liverpooltól. Zamora kihagyta a maga tizenegyesét. 2006 januárjában egy új, négy évre szóló szerződést kapott klubjától. A 2006/07-es évadot is remekül kezdte, első négy meccsén ötször volt eredményes. Ezután viszont leromlott a West Ham United formája és ő sem talált be egészen 2007 januárjáig. Végül 11 góllal fejezte be a szezont. A 2007/08-as szezonban mindössze 14 meccsen játszott, mivel öt hónapot ki kellett hagynia íngyulladása miatt.

### Fulham
A Fulham 2008 nyarán John Paintsillel együtt leigazolta Zamorát, összesen 6,3 millió fontot fizettek a két játékosért. Első szezonjában mindössze két gólt szerzett, bár jól teljesített és fontos tagja volt a csapatnak. 2009. július 15-én a Hull City egy 5 millió fontos ajánlatot tett érte, amit a Fulham el is fogadott. A Hull Citynél többet kereshetett volna, de úgy döntött, hogy marad és bebizonyítja, többre is képes.
Nem sokkal később két gólt szerzett egy Peterborough United elleni barátságos meccsen, négy nappal később az Európa-ligában is gólt szerzett és adott két gólpasszt. A 2009/10-es idény első meccsén, a Portsmouth ellen is betalált, majd október 19-én, a Hull ellen is betalált. Október 31-én ő szerezte a Fulham első gólját a Liverpool ellen, végül 3-1-re nyertek. Később győztes gólt lőtt a Sunderland ellen, majd duplázni tudott az FC Basel ellen az Európa-ligában.

### Queens Park Rangers
2012. január 31-én 2 és fél éves szerződést írt alá a QPR-ral, az átigazolás díját nem hozták nyilvánosságra. Első meccsén a Wolverhampton ellen góllal mutatkozott be.

## Válogatott
Zamorát 2002 áprilisában, egy Portugália elleni meccsre hívták be először az U21-es angol válogatottba. Részt vett a 2002-es U21-es Eb-n is. Összesen 6 meccsen játszott az U21-es csapatban és nem szerzett gólt.
Szerepelhetett volna a 2006-os világbajnokságon Trinidad és Tobago színeiben, de akkor nemet mondott Leo Beenhakker megkeresésére. „Édesapám Trinidadban született és egy álmom válna valóra, ha játszhatnék a vb-n, de jelenleg csak a West Ham érdekel. Szeretnék a klubomra koncentrálni és nem akarom, hogy valami más elvonja a figyelmemet” - mondta Zamora.
2009. augusztus 7-én mégis felvette a Trinidad és Tobago-i állampolgárságot Jlloyd Samuellel együtt. Már öt nappal később, egy Salvador elleni vb-selejtezőn debütálhatott volna, de egy sérülés megakadályozta ebben.
2010. augusztus 11-én mégis az angol labdarúgó-válogatott mezében mutatkozott be a felnőttcsapatban Magyarország ellen.

## Sikerei, díjai

### Brighton & Hove Albion
- Az angol negyedosztály bajnoka: 2000/01
- Az angol harmadosztály bajnoka: 2001/02

### West Ham United
- Az angol másodosztály rájátszásának győztese: 2004/05
- Az FA Kupa ezüstérmese: 2006

### Fulham
- Az Európa-liga ezüstérmese: 2010

## Fordítás
- Ez a szócikk részben vagy egészben  a   Bobby Zamora című angol Wikipédia-szócikk fordításán alapul.  Az eredeti cikk szerkesztőit annak laptörténete sorolja fel. Ez a jelzés csupán a megfogalmazás eredetét és a szerzői jogokat jelzi, nem szolgál a cikkben szereplő információk forrásmegjelöléseként.